# Margelopsidae
Die Margelopsidae sind eine ausschließlich im Meer lebende Familie der Hydrozoen (Hydrozoa) aus dem Stamm der Nesseltiere (Cnidaria). Es handelt sich um eine kleine Familie mit sieben Arten in vier Gattungen.

## Merkmale
Die Hydroidpolypen leben solitär und pelagisch. Der Hydrocaulus fehlt oder ist zu einem kleinen Fortsatz reduziert. Der Hydranth ist vasenförmig mit filiformen bis moniliformen Tentakeln, die im Wesentlichen auf zwei Stellen verteilt. Die Mundtentakeln sind in einem oder zwei Tentakelkränzen angeordnet. Die aboralen Tentakel sind entweder in zwei oder drei alternierende Tentakelkränze angeordnet oder sind unregelmäßig über den größeren Teil des Körpers verteilt. Die Medusenknospen bilden sich auf kurzen Blastostylen zwischen oder oberhalb der aboralen Tentakeln. 
Die Meduse besitzt vier radiale Kanäle. Das Manubrium weist einen einfachen Mund auf. Auf den randknospen entspringen zwei oder mehr Tentakel pro Knospe. Bei einigen Gattungen setzen die Tentakel auch an unterschiedlichen Niveaus auf der Exumbrella an. Die Tentakel sind massiv und moniliform. Die Gonaden umgeben das Manubrium. Die Eier entwickeln sich in Actinula-Larven oder in umkapselte Überdauerungsstadien. Sie besitzen keine Ocelli.

## Geographische Verbreitung und Lebensraum
Die Arten der Familie leben pelagisch in den kühleren Gewässern von Nord- und Südatlantik sowie des Nordpazifik. Octobulbacea  montchermosensis wurde aus dem subantarktischen Südwestatlantik beschrieben.

## Systematik
Die "World Hydrozoa Database" verzeichnet derzeit nur sieben Arten, die sich auf vier Gattungen verteilen.
- Margelopsidae Uchida, 1927
  - Climacocodon Uchida, 1924
    - Climacocodon ikarii Uchida, 1924

  - Margelopsis Hartlaub, 1897
    - Margelopsis australis Browne 1910
    - Margelopsis gibbesi (McCrady, 1859)
    - Margelopsis haeckeli Hartlaub, 1897
    - Margelopsis hartlaubi Browne, 1903

  - Octobulbacea Zamponi, 1983
    - Octobulbacea montehermosensis Zamponi, 1983 (Bouillon et al. (2006) stellen die Gattung mit Fragezeichen zur Familie Australomedusidae)

  - Pelagohydra Dendy, 1902
    - Pelagohydra mirabilis Dendy, 1902

### Online
- Hydrozoa Directory